# مصطفى سعيد قادر
مصطفى سعيد قادر (بالكردية:مستەفا سەید قادر) (مواليد 6 يوليو 1958 في قلدز، السليمانية) هو نائب رئيس إقليم كردستان تحت إدارة نيجيرفان إدريس بارزاني منذ 8 سبتمبر 2019.  

## حياته
حصل مصطفى على شهادة جامعية من المعهد الفني للزراعة في بغداد عام 1979. كان سجينا سياسيا في عهد حزب البعث في العراق. اعتاد أن يشغل مناصب عليا داخل الاتحاد الوطني الكردستاني ، بما في ذلك عضويته في المكتب السياسي للاتحاد الوطني الكردستاني. وهو حالياً أحد قادة حركة التغيير الكردية. 
أصبح مصطفى عضواً في الجمعية الوطنية الكردستانية المنشأة حديثاً في أول الانتخابات البرلمانية لها عام 1992،  وتم تعيينه وزيراً للداخلية في إدارة السليمانية التابعة للاتحاد الوطني الكردستاني في عام 1998،  وكان أيضا وزيراً لقوات البيشمركة.
وفي عام 2019 تم اختيار مصطفى كمرشح حركة التغيير الكردية لمنصب نائب رئيس إقليم كوردستان. 